# Wagneriana tauricornis
Wagneriana tauricornis là một loài nhện trong họ Araneidae.
Loài này thuộc chi Wagneriana. Wagneriana tauricornis được Octavius Pickard-Cambridge miêu tả năm 1889.